# Simon Moser
Simon Moser (* 10. března 1989, Bern) je švýcarský lední hokejista, křídelní útočník. Od roku 2014 působí v klubu SC Bern, ve švýcarské nejvyšší soutěži. Tu hrál i za SCL Tigers. Třikrát se s Bernem stal mistrem Švýcarska (2016, 2017, 2019). V roce 2020 byl zařazen do all-stars švýcarské ligy. Jednu sezónu zkoušel štěstí i v zámoří, ale v NHL odehrál jen šest utkání, v dresu Nashville Predators, jinak strávil většinu času na farmě v AHL, v klubu Milwaukee Admirals. Se švýcarským národním týmem byl u obou jeho největších novodobých úspěchů - u stříbrných medailí z mistrovství světa v letech 2013 a 2018. Hrál i na MS 2011 (9. místo), 2012 (11. místo), 2014 (10. místo), 2016 (11. místo), 2019 (8. místo). Zúčastnil se také tří olympijských her, v Soči 2014 (9. místo), v Pchjongčchangu 2018 (10. místo) a v Pekingu 2022 (8. místo).